# Ministerstwo Budownictwa Przemysłowego
Ministerstwo Budownictwa Przemysłowego – urząd ministra, centralny organ administracji rządowej, członek Rady Ministrów, powołany w celu kierowania i zarządzania całokształtem spraw związanych z  budownictwem wielkogabarytowym. 

## Powołanie urzędu
Na podstawie ustawy z 1950 r. o organizacji władz i instytucji w dziedzinie budownictwa powołano urząd Ministra Budownictwa Przemysłowego oraz urząd Ministra Budownictwa Miast i Osiedli w miejsce zniesionego urzędu Ministra Budownictwa.

## Zakres działania
Do zakresu działania urzędu należały sprawy:
- realizacja budowy wielkich zakładów, urządzeń i instalacji przemysłowych,
- wielkich budowli wodnych, jak również wielkich urządzeń komunikacyjnych, żeglugowych i innych,
- realizacji budowli i obiektów o podstawowym znaczeniu dla gospodarki narodowej, z wyłączeniem budowy miast i osiedli,
- prowadzenie zakładów usługowych i wytwórczych, związanych z produkcją budowlaną dla celów budownictwa przemysłowego,
- projektowanie w zakresie budownictwa przemysłowego,
- normowania technicznego i typizacji projektowania przemysłowego w przedmiocie budownictwa.

## Zniesienie urzędu
Na podstawie ustawy z 1956 r. o utworzeniu urzędu Ministra Budownictwa zniesiono urząd Ministra Budownictwa Przemysłowego.